# Henry John William Bentinck
Sir Henry John William Bentinck (8 septembre 1796, Varel; 29 septembre 1878, Londres) était un général britannique, ODB.

## Biographie
Fils du major-général John Charles Bentinck (1763-1833) il épousa en 1829 la fille de l'amiral Sir James Hawkins Whitshed. De 1854 à 1878, il était commandant du 28e Régiment de fantassins (Nord Gloucestershire). Pendant la guerre de Crimée il dirigeait la guards brigade qu'il commanda à la bataille de Balaklava.
En 1856/1857 il fit partie de la commission chargée d'enquêter sur la pratique d'achat des grades d'officiers dans les forces armées britanniques. La Commission n'avait pas été fondée à l'origine avec pour objectif de supprimer cette pratique mais est néanmoins arrivée à la conclusion qu'elle était « contraire à l'efficacité ». Ce système ne fut cependant pas supprimé car une réforme aurait coûté 8 M £. Seul un contrôle plus strict des nominations de lieutenants fut mis en place.

## Source de la traduction
- (de) Cet article est partiellement ou en totalité issu de l’article de Wikipédia en allemand intitulé « Heinrich Johann Wilhelm Bentinck » (voir la liste des auteurs).